# Aleasa
Aleasa este al treilea roman din seria Casa Nopții scrisă de P.C. Cast și Kristin Cast. Cartea a fost tradusă și publicată pentru prima dată în România de editura Litera.

## Rezumat
Cartea începe cu ziua lui Zoey, 24 decembrie. 
Școala este scuturată de moartea profesoarei de teatru, Patricia Nolan, crucificată și cu un citat din biblie prins alături de ea. Zoey îi bănuiește pe Oamenii Credinței și, ca răspuns, Neferet întărește măsurile de securitate ale școlii. Hotărâtă să încheie situația ei romantică confuză, Zoey se strecoară afară din Casa Nopții, ca să se despartă de Heath - fără succes. La întoarcere se întâlnește cu Stevie Rae și-și dă seama că aceasta continuă să se agațe de niște rămășițe de umanitate. Ca să o ajute, Zoey o convinge pe Afrodita să o ajute, aceasta fiind singura persoană pe lângă Zoey căreia vampirii adulți nu-i pot citi gândurile. Acestea o ascund pe Stevie Rae în casa părinților Afroditei, aprovizionând-o cu pungi de sânge ca să câștige timp pentru a găsi o cale de a o vindeca.
Ca lider al Fiicelor Întunecate, Zoey trebuie de asemenea să aleagă pe cineva care să reprezinte Pământul în cerc și o alege pe Afrodita, spre neplăcerea prietenilor ei, după ce Nyx îi dăruiește și ei putere asupra elementului. În paralel, Zoey se simte tot mai străină de Erik, cu fiecare minciună pe care trebuie să o spună pentru a ascunde relația ei tot mai puternică cu profesorul Loren Blake. În noaptea în care Erik termină transformarea, Zoey își pierde virginitatea cu Loren și creează o Legătură cu el, rupând-o pe cea pe care o avea cu Heath. În mod neașteptat, Erik dă peste ei și o părăsește pe Zoey, furios și rănit. Zoey pleacă să-și adune prietenii ca să le explice despre Stevie Rae și ca să formeze un cerc ca să o vindece. Pe drum îl aude pe Loren vorbind cu Neferet și realizează că aceasta l-a pus să o seducă pentru a o îndepărta de prietenii ei, și Neferet este cea pe care o iubește cu adevărat.

Prima ediţie în limba română

Îndurerată, Zoey pleacă totuși să-și facă datoria și-i adună pe Damien, Gemene și Afrodita la sejarul de lângă ieșirea secretă din școală. Aceasta începe să le vorbească, dar, în mod neașteptat, Stevie Rae sosește prea devreme și prietenii lui Zoey se simt trădați, dar acceptă să termine ritualul. Când Zoey e pe punctul de a invoca Pământul, Stevie Rae o atacă pe Afrodita, simțindu-se înlocuită. Aproape o omoară, dar se oprește la timp și când se ridică ceilalți pot vedea că aceasta are tatuajele complete ale unui vampir adult, doar roșii, fiind prima din această nouă specie. În contrast, Afrodita își pierdut Semnul, redevenind om, ceva nemaiauzit. Între ele se formează o Legătură și Afrodita fuge îngrozită de la Casa Nopții, cu Stevie Rae pe urmele ei.
Rămasă singură cu Damien și Gemenele, Zoey încearcă să le explice motivele alegerilor ei. Are succes inițial, până la venirea lui Erik, care le povestește despre relația ei cu Loren, distrugând orice urmă de încredere pe care o mai aveau în ea. Pe drumul de întoarcere Zoey este cuprinsă de spasme. Ulterior află că Loren a fost omorât asemenea Patriciei Nolan, și Zoey fusese afectată de ruperea Legăturii. Din aparentă durere cauzată de moartea acestuia Neferet declară război oamenilor. Realizând că acțiunile lui Neferet sunt periculoase și impredictibile, Zoey se adună și o antagonizează pe Neferet, ca să o inducă să se controleze.

## Personaje
| - Zoey Redbird - Nyx - Erik Night - Stevie Rae - Neferet - Heath Luck - Afrodita | - Sylvia Redbird - bunica lui Zoey - Loren Blake - Erin Bates - Shaunee Cole - Damien Maslin - Jack Twist - iubitul lui Damien - Darius - consortul Afroditei |